# 湯寿潜
湯 寿潜（とう じゅせん）は清末民国の政治家、実業家。字は蛰先または蛰仙。

## 事跡

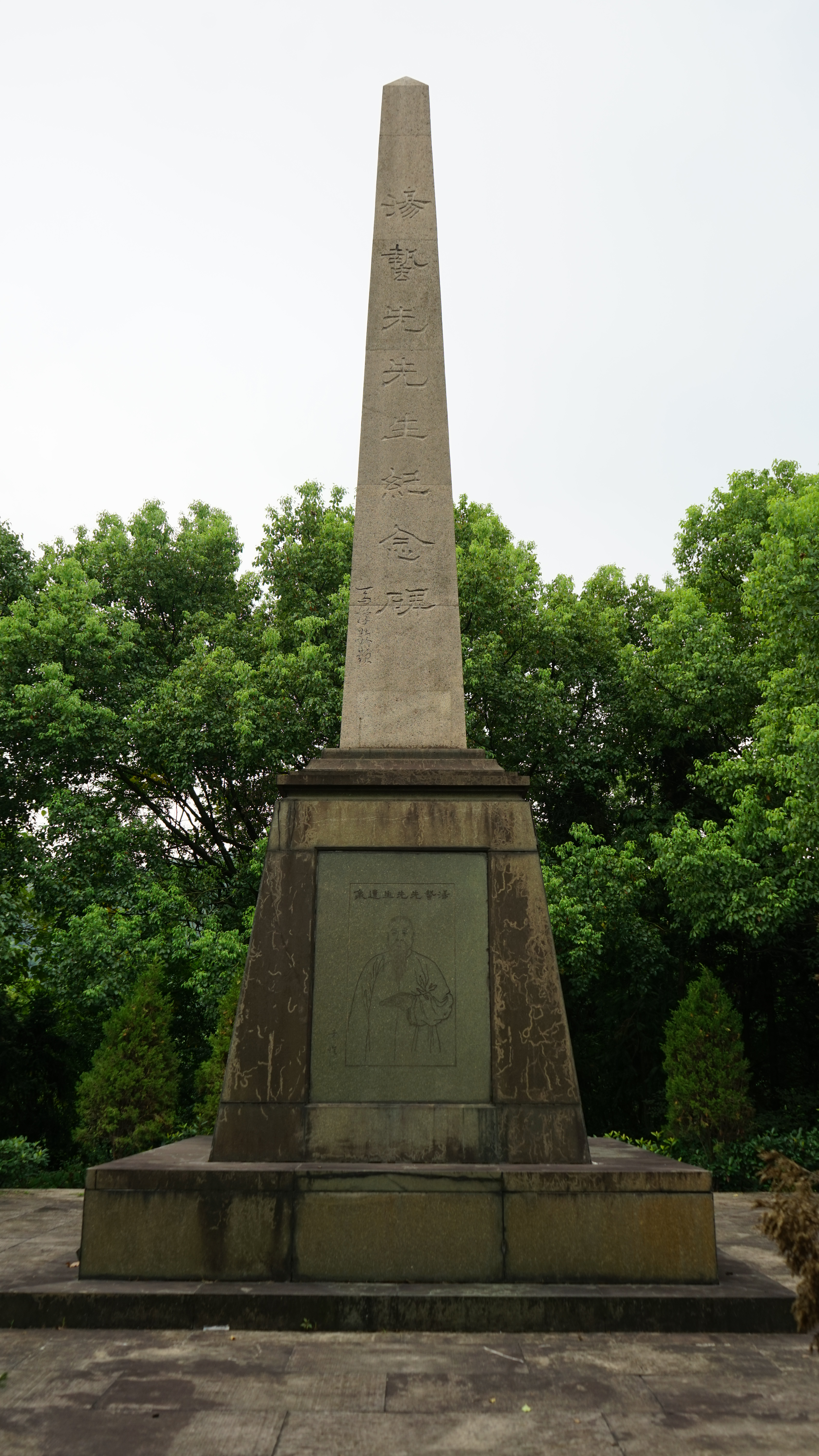
湯蛰先紀念碑

1890年に『危言』を著し、科挙改革、鉱山開発、鉄道建設、海防強化などの改革論を説いた。1892年に進士となり、安徽省青陽県の知県となったがすぐに辞職した。1905年、浙江鉄路公司が創設されると総理に選ばれ、保路運動に尽力した。1906年には張謇とともに予備立憲公会副会長を務め、清朝に憲法制定を迫った。辛亥革命後、浙江首任都督となった。南京臨時政府交通総長にも選ばれたが就任していない。